# Wassili Danilowitsch Pojarkow
Wassili Danilowitsch Pojarkow (russisch Василий Данилович Поярков; † 1646?) war ein russischer Kosakenführer und Entdecker.
Aufgrund mangelnder Nahrungsmittelversorgung der russischen Kolonisten im Fernen Osten wurde er vom Gouverneur von Jakutsk, Pjotr Golowin, ausgeschickt, um die im sagenhaften Land „Daurien“ ansässigen Stämme in die russische Tributpflicht zu führen. Die Dauren am Oberlauf des Amur verfügten über Obst- und Gemüseanbau, Felderwirtschaft und mehrere Nutz- und Haustierrassen, handelten zudem mit den Chinesen, waren also wohlhabend.
Mit 133 Mann folgte Pojarkow dem Lena-Nebenfluss Aldan und dessen Zuflüssen Utschur und Gonam aufwärts, passierte das Stanowoigebirge (wobei er etwa 50 Leute zurückließ) und zog entlang der Seja, einem Nebenfluss des Amur, weiter zu den Dauren. Diese nahmen ihn zunächst freundlich auf, aber die Kosaken versuchten bald, mit Geiselnahmen und Folterungen Abgaben bzw. vermutete Reichtümer zu erpressen. Also unterbanden die Dauren die Nahrungsmittellieferung und schlossen Pojarkows Männer im Winter 1643/44 in der Schlucht Umlekan ein, wobei 40 Leute trotz Kannibalismus an Gefangenen verhungerten oder an Krankheiten verstarben. Die Überlebenden erreichten den Amur und fuhren auf ihm flussabwärts, wobei sie überall auf Widerstand trafen. Im Herbst 1644 erreichten sie die Amurmündung. Dort plünderten sie (dank der Geiselnahme einiger Häuptlinge) die Niwchen aus, segelten anschließend in Booten über das Meer nach Norden, und kehrten über den Fluss Maja, den Aldan und die Lena wieder nach Jakutsk zurück (1646). Zu den Ergebnissen der Expedition zählten eine Karte und Berichte über Landschaft und Bevölkerung. Pojarkow wurde jedoch von den Überlebenden der Expedition wegen seiner Grausamkeiten verklagt und seine Spuren verlieren sich.
Nicht zuletzt durch Pojarkows Berichte und Misserfolge wurde ein anderer Kosake, Jerofei Chabarow, angestachelt, Transbaikalien und Daurien zu unterwerfen, was dieser ab 1650 versuchte. Da letzterer erfolgreicher als Pojarkow war, ist er heute als Namensgeber der Großstadt Chabarowsk weniger vergessen. Nach Pojarkow sind ein Rajonverwaltungszentrum im Osten der Oblast Amur, Pojarkowo, benannt.